# Bernard Pascassio
Bernard Pascassio (Ciboure, 23 mei 1947) is een Baskische golfprofessional. 
Bernard werd geboren in de boerderij van zijn ouders. Zij woonden in Ciboure, in een omgeving waar de oudste golfbanen van Frankrijk zijn. Als klein jongetje begon hij als caddie op de Golf de Chantaco, de golfbaan waar de familie Lacoste speelde. Toen hij 15 jaar was, begon hij zelf te spelen. De familie Lacoste zag al gauw dat zijn spel veelbelovend was en besloot hem te ondersteunen. Hij werd in het nationale jeugdteam opgenomen en won in 1965 het ELTK voor junioren en in 1967 won hij het ELTK in Ierland.
Daarna werd hij professional. Hij speelde 71 toernooien op de Europese Tour in de periode 1971-1988 maar meestal speelde hij in Frankrijk, waar hij minstens vijftien toernooien won, onder meer het Omnium de France, het profkampioenschap, de Ebel Match Play  en vier keer Grand Prix Schweppes. 
Hij speelde regelmatig met de 12 jaar oudere Jean Garaialde, die ook uit Ciboure kwam. Samen wonnen ze onder meer de European Nations Cup in 1975.

## Kalika
In 1980 richtte hij Kalika op, een bedrijf waarmee hij jeugdgolf ondersteunt en steeds meer en steeds grotere toernooien organiseert, zowel voor professionals als top-amateurs. Hij zat sinds die tijd ook in het bestuur van APGA, die later in de Franse PGA overging. Kalika richtte enkele toernooien op:
- 1983: Ebel Match Play
- 1987: Pro Golf Tour, met 5 toernooien
- 1988: Perrier de Paris, in 1993 gewonnen door Phil Mickelson, het toernooi telde dat jaar mee voor de Challenge Tour.
- 1994: Open Novotel Perrier
- 1999: Kalika organiseert het Novotel Perrier Open de France

## Gewonnen
- 1972: Grand Prix Schweppes
- 1973: Grand Prix Schweppes
- 1976: Grand Prix Schweppes
- 1984: Grand Prix Schweppes

## Teams
Amateur
- Europees Landen Team Kampioenschap (ELTK): 1967 (winnaars)

Professional
- European Nations Cup: 1975 (met  Jean Garaialde, winnaars)
- World Cup: 9 keer

Pascassio is getrouwd in 1981. Ze hebben een zoon en twee dochters.